# Тагтабазар – Серхетабад
Тагтабазар – Серхетабад – газопровід, споруджений для газифікації двох віддалених районів на південному сході Туркменістану.
В кінці 1990-х у прикордонному з Афганістаном регіоні виявили газове родовище Тагтабазар. Його розташування та розмір не сприяли підключенню до газотранспортної мережі країни, проте стало можливим розпочати газифікацію прикордонних районів. Для цього спорудили трубопровід до міста Серхетабад (раніше було відоме як Кушка), що знаходиться приблизно за сім десятків кілометрів від родовища. Відомо, що введення 45-кілометрової ділянки цього газопроводу припало на 2000 рік.